# Gławatarci
Gławatarci (bułg. Главатарци) – wieś w Bułgarii, w obwodzie Kyrdżali, w gminie Kyrdżali. Według danych szacunkowych Ujednoliconego Systemu Ewidencji Ludności oraz Usług Administracyjnych dla Ludności, 15 czerwca 2020 roku miejscowość liczyła 4 mieszkańców. Jest to jedyna wieś w gminie, w której większość ludności stanowią etniczni Bułgarzy. W 1946 zamieszkiwało ją 248 ludzi.

## Geografia
Terytorium wsi rozciąga się na wzgórzu pomiędzy dwoma ramionami zbiornika Kyrdżali, w Rodopach Wschodnich.

## Klimat
Wieś położona jest na wysokości 362 m n.p.m. Wchodzi w strefę klimatu przejściowego śródziemnomorskiego. Lato jest słoneczne i gorące ze średnią temperaturą ok. 24 C. Zima jest stosunkowo łagodna z temperaturą ok. 0 C.

## Turystyka
Istnieje kilka pensjonatów i hoteli. Bezpośrednie sąsiedztwo zapory sprzyja rozwojowi turystyki. We wsi znajdują się hotele „Trifon Zarezan” oraz „Gławatarski chan”, posiadające restaurację, basen, bar; a także pokoje gościnne „Bolarka”.